# خانه تیمورتاش
خانه تیمورتاش مربوط به اواخر دوره قاجار (احمدشاه) است و در تهران، شمال غرب پادگان باغشاه سابق میدان حر امروزی داخل دانشگاه جنگ واقع شده که اکنون از این خانه تاریخی به عنوان موزه جنگ استفاده می‌شود. این اثر در تاریخ ۲۵ مهر ۱۳۸۳ با شمارهٔ ثبت ۱۱۱۹۷ به‌عنوان یکی از آثار ملی ایران به ثبت رسیده‌است.

## نگارخانه

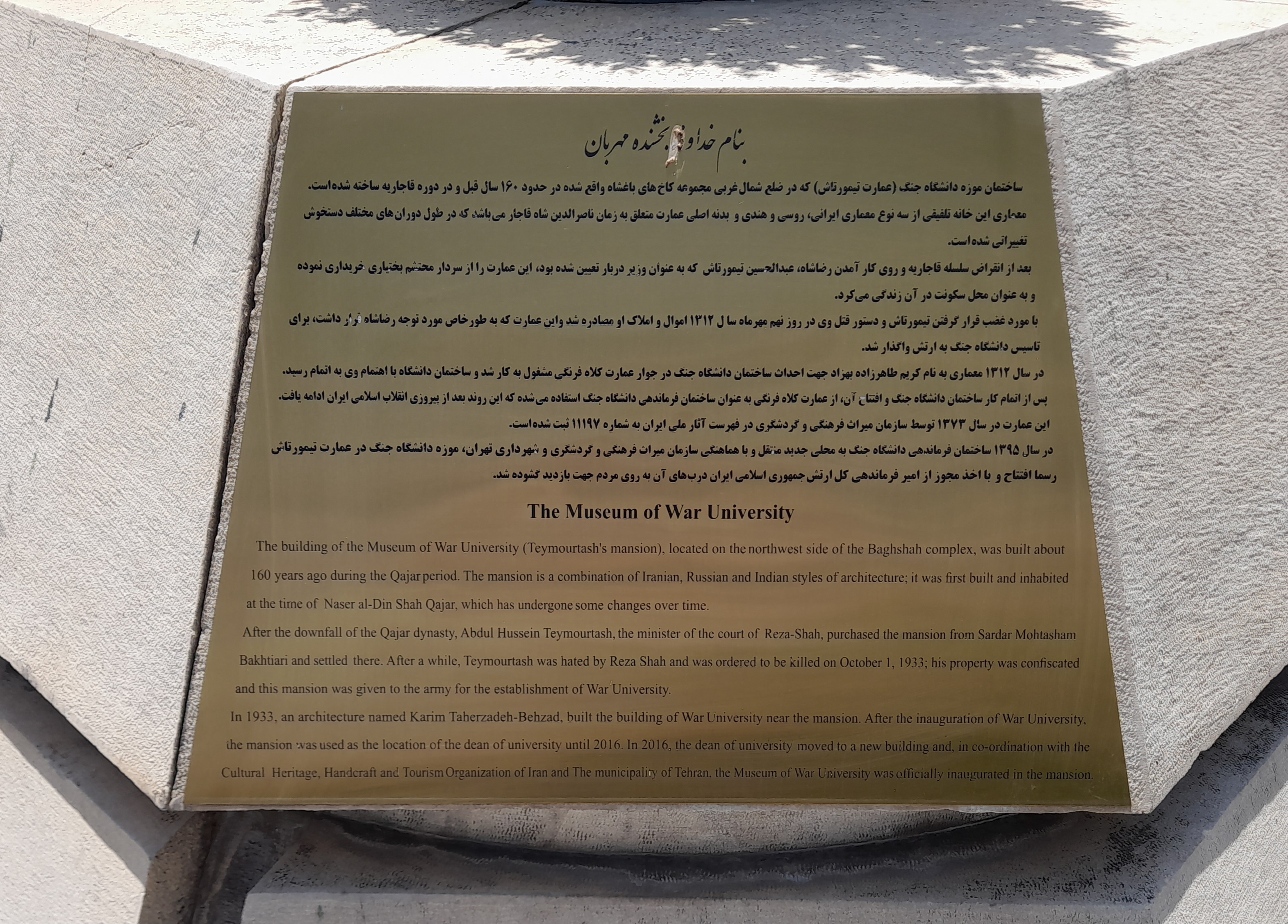
توضیحات در مورد ساختمان موزه و موزۀ جنگ
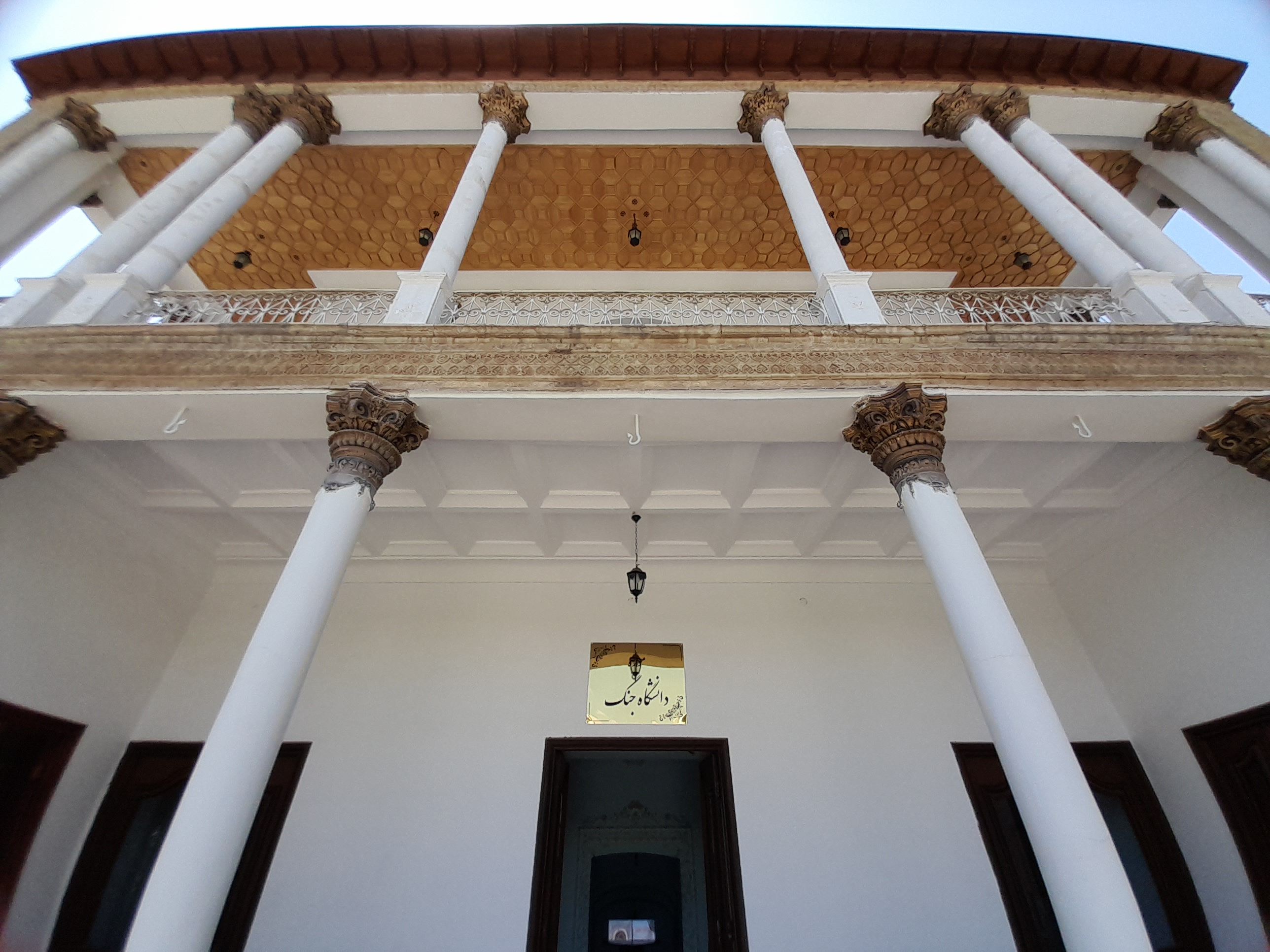
ورودی (ضلع شمالی) عمارت
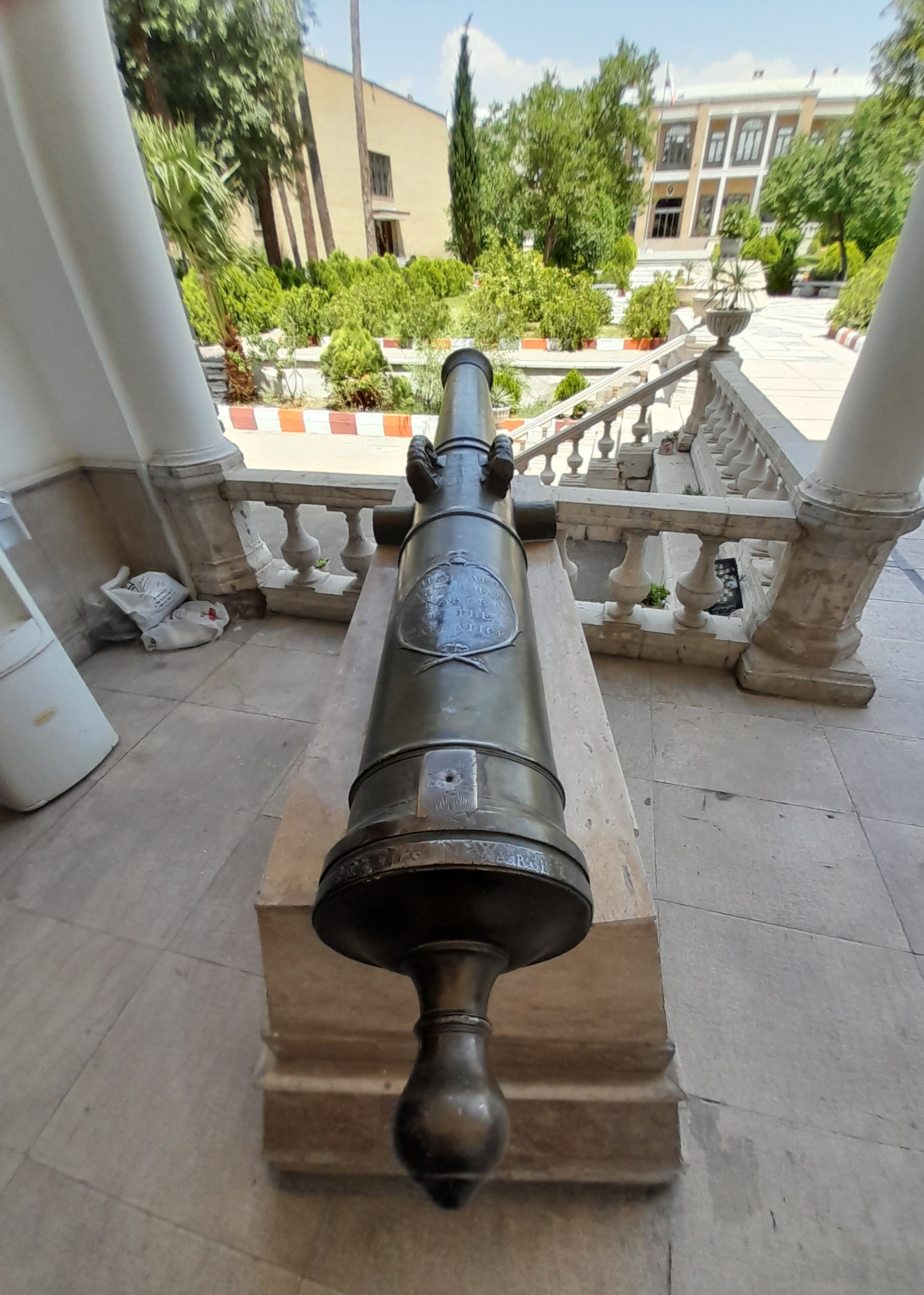
توپ جنگی قدیمی که ساخت امپراتوری بریتانیا بوده است
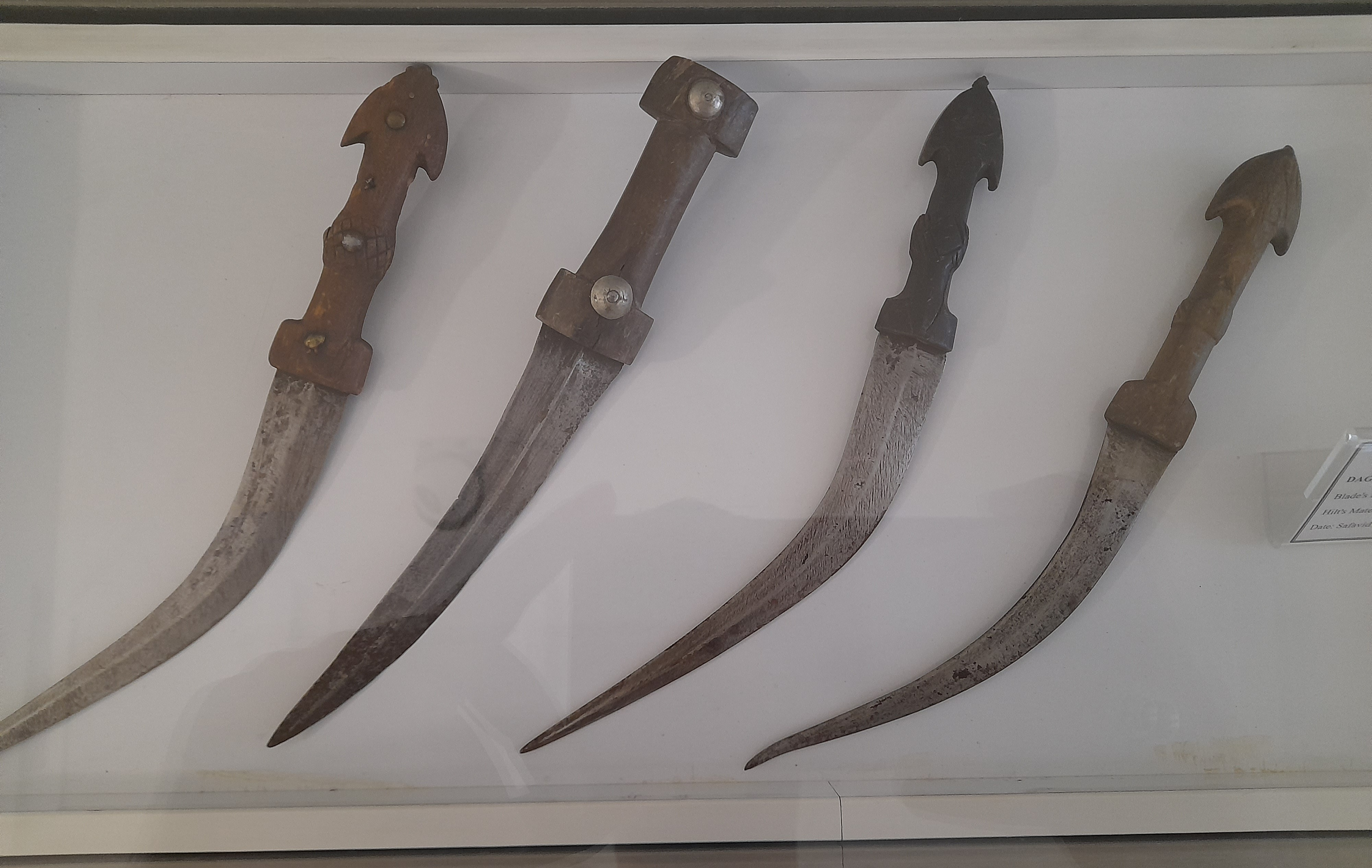
خنجر های قدیمی مربوط به ایران صفوی
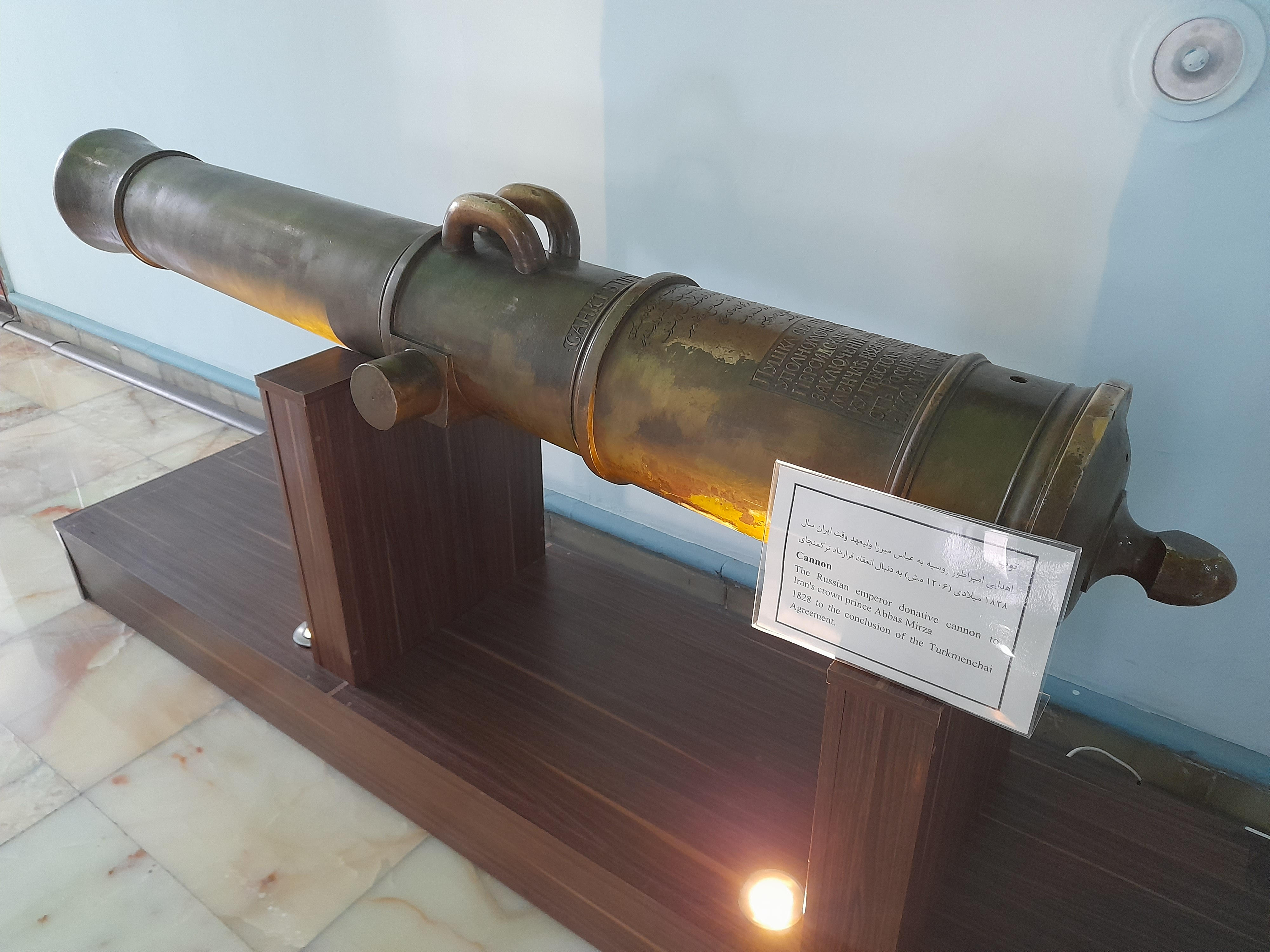
توپ اهدایی از طرف الکساندر یکم، امپراتور روسیه به عباس میرزا نایب السلطنه (فرماندۀ قوای ایران در جنگ‌های ایران و روسیه در دوره قاجار) پس از انعقاد عهدنامه ترکمانچای
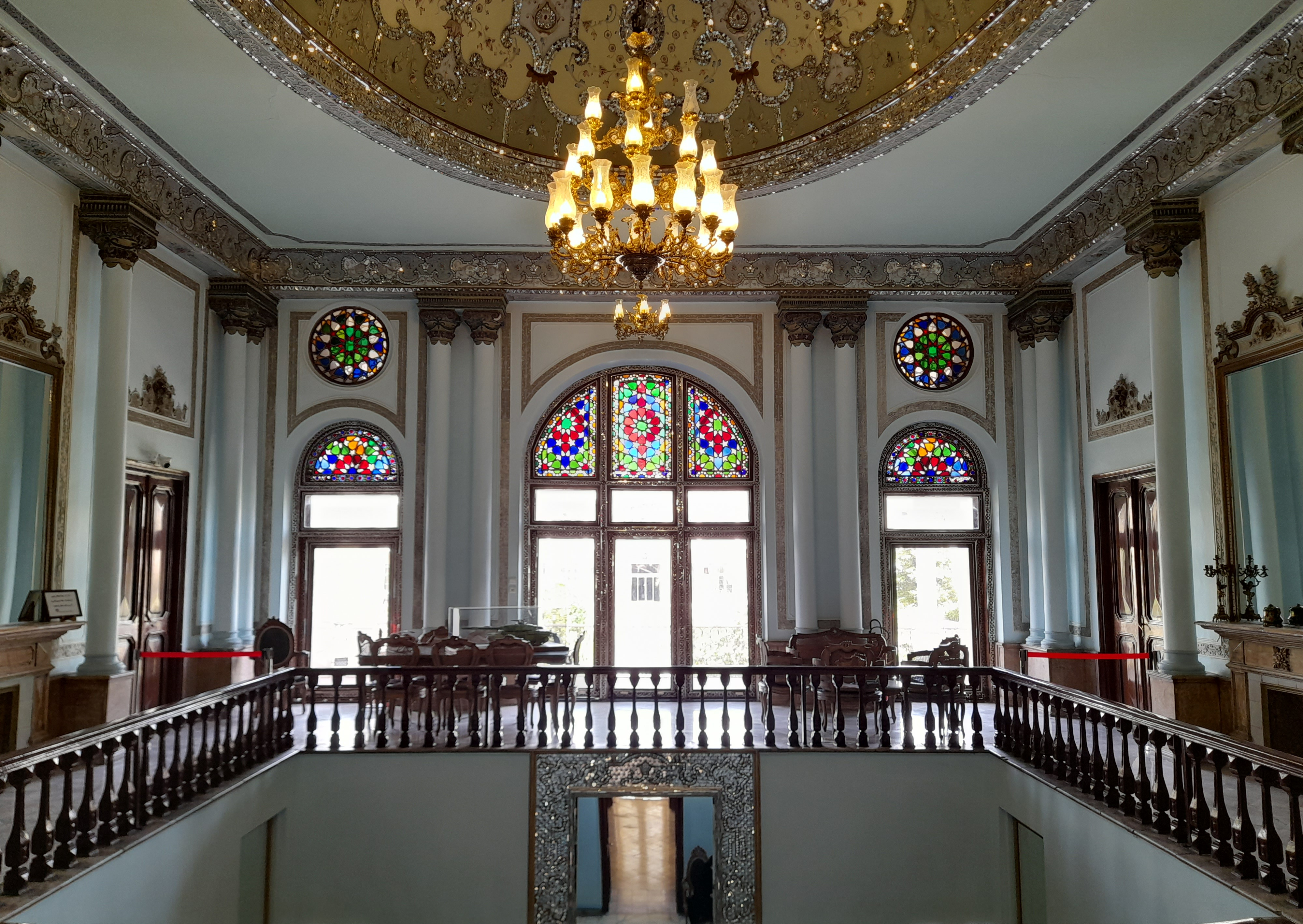
نمایی از درون عمارت که تزئینات زیبای آن بخوبی قابل مشاهده است